# Po di Goro
Il Po di Goro costituisce la prima e più estesa diramazione del fiume Po che, insieme alle altre, forma il delta del Po.

## Percorso
Il Po di Goro si diparte dalla sponda destra del corso principale in corrispondenza degli abitati di Serravalle (in provincia di Ferrara) e di Papozze e Santa Maria in Punta (in provincia di Rovigo). Il corso d'acqua sfocia nel mare Adriatico, dopo un percorso di circa 45 km, in prossimità di Gorino Ferrarese, nel comune di Goro (FE).
Il suo corso costituisce la parte più orientale del confine tra Veneto ed Emilia-Romagna.
Esso delimita altresì, a sud, l'isola di Ariano che comprende i territori comunali di Ariano nel Polesine, Corbola.

## Storia
Già in epoca romana la sua idrografia subì una variazione: Plinio il Vecchio non cita più il Po di Adria perché l'Adige aveva subito una rotta ed era confluito nella Filistina e in altri due canali, chiamati il Fossone e la Carbonaria (Po di Goro).
La Rotta di Ficarolo del 1152 sconvolse la morfologia del territorio, determinando tra l'altro la separazione del comune di Berra dal territorio veneto, la separazione di Corbola da Adria, unendola con Ariano nell'isola omonima, creando il ramo del Po di Tramontana e facendo diventare il Po di Ariano, con modifiche dei paleoalvi del Po di Goro, il ramo principale sino al XIII secolo.
Il Po di Goro si biforcò dando origine al Po dell'Abate in località Massenzatica; chiuso nel 1568 dal Duca Alfonso II d'Este.
Il progressivo interramento del Po di Primaro e del Po di Volano in epoca medioevale lo fecero diventare il ramo più importante del Po anche dal punto di vista della navigazione interna.
La parte a valle di Mesola e Rivà (frazione di Ariano nel Polesine), pari a circa la metà della sua lunghezza, si è formata recentemente a causa del taglio di Porto Viro, operato dalla Repubblica di Venezia nel 1604.

## Portata
Da un punto di vista idrologico questo ramo deltizio esita in mare circa il 12% della portata complessiva del fiume Po, con un aumento o riduzione di tale incidenza in funzione del regime idraulico in essere (stato di magra, ordinario, di morbida o di piena).